# Pfarrhaus Beuern (Greifenberg)

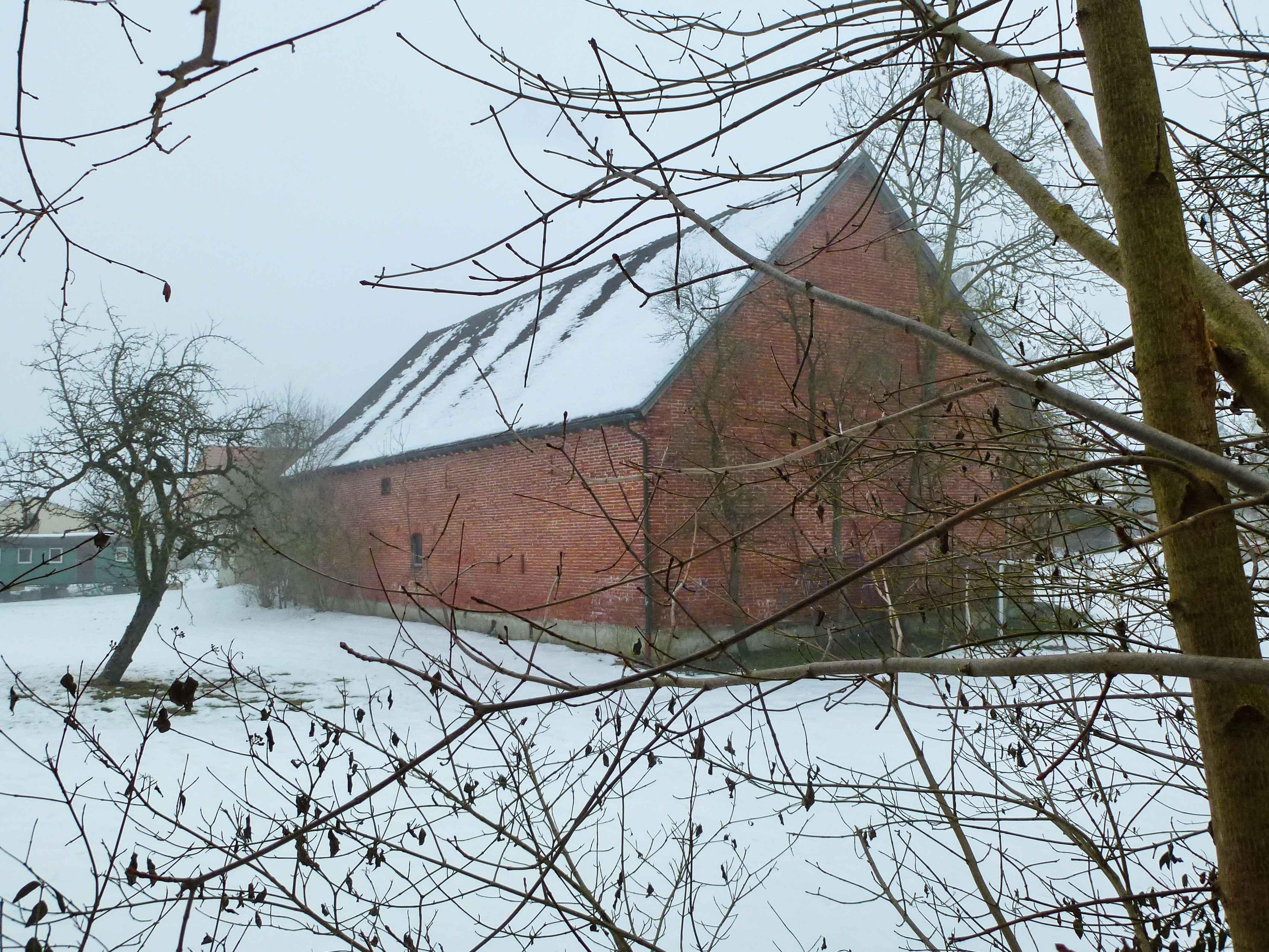
Pfarrstadel in Beuern

Das Pfarrhaus in Beuern, einem Gemeindeteil von Greifenberg im oberbayerischen Landkreis Landsberg am Lech, wurde im Kern Ende des 17. und Mitte des 18. Jahrhunderts errichtet. Das ehemalige Pfarrhaus an der Dorfstraße 7, gegenüber der katholischen Pfarrkirche St. Michael, ist ein geschütztes Baudenkmal.

## Beschreibung
Der zweigeschossige Satteldachbau mit drei zu drei Fensterachsen steht auf nahezu quadratischem Grundriss. Der Eingang liegt an der nördlichen Traufseite. 
Zum Pfarrhaus gehört ein ehemaliger Pfarrstadel, ein langgezogener Satteldachbau aus unverputzten Ziegelsteinen südwestlich des Pfarrhauses, der 1854 erbaut wurde. 